# Two Steps from Hell
Two Steps from Hell é uma empresa de produção musical sediada em Los Angeles, na Califórnia. Foi fundada por Nick Phoenix e Thomas J. Bergersen, a companhia produz música para trailers de filmes e dez álbuns clássicos no iTunes, Amazon, entre outros. 
Em especial, as músicas do grupo têm sido utilizadas para trailers de filmes; tais como:
Harry Potter e a Ordem da Fênix, Harry Potter and the Deathly Hallows, Star Trek, Batman: O Cavaleiro das Trevas, O Vencedor, Avatar, Onde Os Fracos Não Têm Vez, 2012, X-Men Origins: Wolverine, X-Men: First Class,  Piratas do Caribe, The Matrix, Inception, Drive Angry, The Twilight Saga: Eclipse, The Twilight Saga: Breaking Dawn, The Town, Padre e Príncipe da Pérsia: As Areias do Tempo, assim como nos jogos eletrônicos: Mass Effect 2, Mass Effect 3, Assassin's Creed IV: Black Flag, Killzone 3, e Star Wars: The Old Republic e programas de TV como: Doctor Who, Game of Thrones, Blue Mountain State, Merlin e Frozen Planet. 

## Discografia
Álbuns de estúdio
- Invincible (2010)
- Archangel (2011)
- Halloween (2012)
- SkyWorld (2012)
- Classics Volume One (2013)
- Miracles (2014)
- Battlecry (2015)
- Classics Volume Two (2015)
- Vanquish (2016)
- Unleashed (2017)
- Dragon (2019)
- Myth (2022)